# Споменик отпора и слободе
Споменик отпора и слободе се налази у Спомен комплексу Спомен-парк Крагујевачки октобар, дело је аутора Анта Гржетића, ангажованог и на Споменику бола и пркоса, подигнут је 1966. године. На овом месту је стрељано 300 радника и радничке омладине Војно-техничког завода.
Овај рад представља смртно рањеног човека клонуле главе, који се последњим трзајем, напетих мишића, бори за још неки тренутак живота. Али, изнад њега се уздиже бели обелиск, као тријумф живота над смрћу, а његова апстрактна форма се на врху раздваја у латинично слово „В“, симбол победе.